# Тшцяна (Мелецький повіт)
Тшцяна (пол. Trzciana) — село в Польщі, у гміні Чермін Мелецького повіту Підкарпатського воєводства.
Населення — 1437 осіб (2011).
У 1975-1998 роках село належало до Ряшівського воєводства.

## Демографія
Демографічна структура станом на 31 березня 2011 року:
|          | Загалом | Допрацездатний вік | Працездатний вік | Постпрацездатний вік |
| -------- | ------- | ------------------ | ---------------- | -------------------- |
| Чоловіки | 732     | 177                | 481              | 74                   |
| Жінки    | 705     | 159                | 395              | 151                  |
| Разом    | 1437    | 336                | 876              | 225                  |